# Agrypon interstitiale
Agrypon interstitiale är en stekelart som beskrevs av Ludwig Schnee 1989. Agrypon interstitiale ingår i släktet Agrypon och familjen brokparasitsteklar. Inga underarter finns listade i Catalogue of Life.